# Dick Lundberg
Dick Bengt Kristian Lundberg, född 25 mars 1972 i Finspång, är en svensk musiker.
Den 23 december 2000 vann han den andra säsongen av dokusåpan Baren i TV3. 2001-2003 gjorde han tre skivor och en singel på Birdnest Records men driver sedan sommaren 2010 egna skivbolaget Dikotomi Produktion.

## Lundberg & Dellamorte
Efter medverkan i programmet Baren bildades duon Lundberg & Dellamorte"som spelade in en singel och ett album på Birdnest Records och sedan gav sig ut på en landsomfattande turné. Duon bestod av Lundberg och Daniel Dellamorte, vilka också varit finalister tillsammans i programmet.

## Dick Lundberg & Misstro
Dick Lundberg & Misstro startade som en duo 2009 av Lundberg och Tomas Nilsson som tidigare spelat med Lundberg i Lucidor och Charons Nymfer m.fl. Bandet spelar en typ av rockvisa med inslag av folkmusik och de har hunnit ge ut ett album och två singlar. Sedan 2011 är också Jesper Karlsson fast medlem i bandet.

## Spiff Zoogan
Våren 2013 skapade Lundberg ett alter ego för att berätta en delvis självbiografisk historia om en man som blir lämnad av sin flickvän och bestämmer sig för att genomgå en personlighetsförvandling och kalla sig Spiff Zoogan. Boken publicerades i bloggform, kapitel för kapitel i den takt de skrivs. Till berättelsen hörde också ett musikalbum som gavs ut i delar löpande med boken.

## Diskografi
- 2001 Lundberg & Dellamorte, "Bra TV", CD-singel (Birdnest Records, BIRDCD135)
- 2001 Lundberg & Dellamorte, "Århundradets fest", CD (Birdnest Records, BIRDCD136)
- 2001 Dick Lundberg "Bara något jag skrev 94-01", CD (Birdnest Records, BIRD139CD)
- 2003 Dick Lundberg & Lucidor "14 dagar i Staden Kall", CD (Birdnest Records, BIRD150CD)
- 2006 Charons Nymfer "Se döden på dig väntar", CD (Ominous Recordings, OR004)
- 2011 Dick Lundberg & Misstro "Världen är trasig, allt har gått sönder" CD (Dikotomi Produktion, DIKO004)
- 2011 Dick Lundberg "Jason tar av sig sin mask" (Dikotomi Produktion, DIKO005)
- 2013 Dick Lundberg & Misstro "Ellinor, vinden & jag", singel (Dikotomi Produktion, DIKO014)
- 2013 Dick Lundberg & Misstro "Tusen vilda kyssar", singel (Dikotomi Produktion, DIKO019)
- 2016 Dick Lundberg "[session 2016]"/"Från ett sovrum, Vol. 1", album (Dikotomi Produktion)
- 2016 Dick Lundberg "Ett land i norr", singel (Dikotomi Produktion)
- 2016 Dick Lundberg "Fy för den lede! Vol. 1", album (Dikotomi Produktion)
- 2017 Dick Lundberg "[session 2017]", album (Dikotomi Produktion)
- 2018 Dick Lundberg "Fy för den lede! Vol. 2", album (Dikotomi Produktion)
- 2019 Dick Lundberg "Augustisånger 2", album (CRS Records)